# 아워 미드나잇
《아워 미드나잇》은 2021년에 개봉한 대한민국의 영화이다.

## 캐스팅
- 이승훈 : 지훈 역
- 박서은 : 은영 역
- 임영우 : 영우 역
- 한해인 : 아름 역
- 고관재 : 관재 역
- 민효경 : 지숙 역
- 이정혁 : 한 과장 역
- 이건우 : 건우 역
- 정재윤 : 재윤 역
- 장근영 : 근영 역
- 오규철 : 규철 역
- 강석원 : 강 부장 역